# Alte Poststraße (Graz)

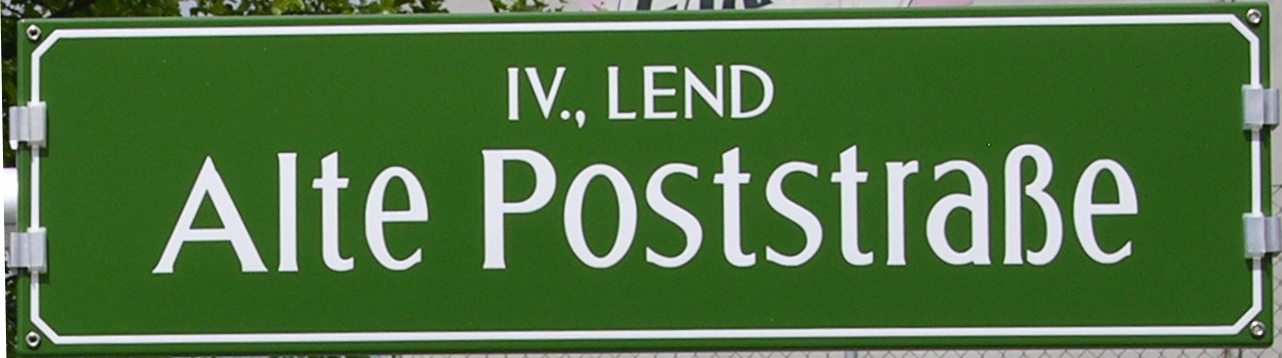
Straßenschild der Alten Poststraße im Bezirk Lend

Alte Poststraße bezeichnet die längste Straße in Graz, die das Stadtgebiet an der rechten Murseite von Norden nach Süden parallel zur Mur durchquert und bereits als Römerstraße nachweisbar ist.

## Geschichte
Die Römerstraße Poetovio – Poedicum führte aus dem Raum Ptuj/Pettau kommend über Flavia Solva nach Bruck an der Mur, mit Verbindungen weiter nach Norden in den Donauraum. Ihr Verlauf ist hierorts durch zwei Meilensteine bei Feldkirchen bei Graz belegt. Von dort führte sie dem heutigen Verlauf der Triester Straße weitgehend folgend weiter nach Puntigam, wo die Alte Poststraße im Süden ihren Anfang nimmt und bis nach Gösting verläuft. Von dort, dem ehemaligen Zentrum der Herrschaft Gösting, führte eine Verbindung über die Weinzödlbrücke zur Grabenstraße, der zweiten Grazer Nordausfahrt. 
Diesem Verlauf folgte später auch die Hauptstraße Wien–Triest. Diese Alte Poststraße kreuzte auch die Strata hungarica, welche das Grazer Feld in Ost-West-Richtung durchquert. Der Kreuzungspunkt lag vermutlich nahe der späteren Brauerei Reininghaus (Graz) im Bereich der Kreuzung der Alten Poststraße und der heutigen Friedhofgasse, welche bis 1593 Mautstraße hieß, da man hier, am Steinfeld noch im ausgehenden Mittelalter das größte städtische Mautgebäude, das Steinhaus auf dem Steinfeld errichtet hatte. Entlang der Alten Poststraße lagen unter anderen römische Gutshöfe, das Schloss Karlau (heute Justizanstalt Graz-Karlau), Richtplätze (z. B. am westlichen Rand des Zentralfriedhofs), Verteidigungsschanzen, Ziegelgruben (entstanden in der Gründerzeit im Bezirk Lend) und anderes mehr.
Vor der Stadterweiterung 1938 bildete die Alte Poststraße seit 1361 die Westgrenze der Stadt Graz. Im Mittelalter wurde die Straße auch Hochstraße genannt. Die Straße war also die schnellste Umfahrung der Stadt in Nord-Süd-Richtung für Postkutschen. Man konnte sie benutzen, um den bis 1938 vorhandenen Linienämtern auszuweichen.